# Recht ist ein „Prozeß“. Über Kafkas Rechtsphilosophie
Recht ist ein „Prozeß“. Über Kafkas Rechtsphilosophie ist eine Untersuchung des rechtsphilosophischen und -theoretischen Gehalts in Franz Kafkas Der Process und anderen seiner Werke von Janko Ferk aus dem Jahr 1999.
Der Autor übersetzt rechtliche Konnotationen aus den Erzählungen in die Sprache beziehungsweise Begrifflichkeit rechtswissenschaftlicher Grundlagentheorie und versucht gleichzeitig, der Logik der literarischen Vorlage gerecht werden. Im Hauptteil des Buchs geht Ferk auf die rechtlichen Begriffe im Prozess und weiterer Erzählungen ein. Besonderes Augenmerk legt er auf die Begriffe „Recht“, „Unrecht“ und „Gerechtigkeit“ sowie „Gerichtsbarkeit“ und „Gericht“. Ferk erarbeitet eine sprachlich-rechtliche Analyse der Texte Kafkas und widmet den Rechtsberufen ein eigenes Kapitel. Die Rollen des Richters und Advokaten werden besonders durchleuchtet. Der Autor beschäftigt sich auch mit der Entstehungsgeschichte des Process, seinen biographischen und historischen Hintergründen sowie seiner Wirkungsgeschichte.
Das Buch wurde mehrfach rezensiert, etwa von Ralf Dreier in der Neuen Juristischen Wochenschrift und Ritchie Robertson in Modern Language Review. Es erschien 2007 in slowenischer sowie 2010 in kroatischer Übersetzung und ist ein Standardwerk der Kafka-Forschung.

## Ausgabe
- Janko Ferk: Recht ist ein „Prozeß“. Über Kafkas Rechtsphilosophie. 2. Auflage, Edition Atelier, Wien 2006, ISBN 978-3-902498-10-6.